# 내 사위의 여자
《내 사위의 여자》는 2016년 1월 4일부터 같은 해 6월 17일까지 방영되었던 SBS 아침연속극이었으며, SBS드라마플러스 측에서서 2009년 7월 SBS프로덕션의 제작사업부문을 합병하여 SBS 플러스로 출범한 뒤 두 번째로 외주제작한 아침연속극이었다.

## 기획 의도
아들같이 여긴 사위를 우여곡절 끝에 장가보낸 장모하고 그 사위와 결혼한 여자의 슬픈 운명으로 인해 벌어지는 갈등 하고 증오, 화해하고 사랑의 과정을 그린 드라마

## 등장인물

### 주요 인물
- 서하준(김현태 / 김민수) : KP그룹 사원 → 본부장-> 회장
- 양진성(박수경) : KP그룹 디자이너
- 박순천(이진숙) : 수경 생모
- 장승조(최재영) : KP그룹 본부장 → 회장->수감자

### 현태 주변 인물
- 이재은(오영심) : 현태 처형
- 김승한(김훈) : 현태 아들

### 수경 주변 인물
- 길용우(박태호) : 수경 수철 부친, KP그룹 회장
- 이상아(정미자) : 태호 처, 수경의 계모 수철 모
- 서우림(방 여사) : 태호 모친
- 설정환(박수철) : 수경 동생

### 재영 주변 인물
- 김하균(최달석) : 재영 부친
- 황영희(마선영 여사) : 재영 모친, SY에스테틱 원장

### 그 외 인물
- 한영(백진주) : 파워 블로거
- 윤지유(이가은 역 - 복싱 매니저 → KP그룹 TF팀 직원
- 박재민(차익준) : 현태 대학 선배, KP그룹 영업사원
- 장정희(천옥순) : 진숙 고향언니
- 박성근(구민식) : 태호의 비서실장
- 정경호(강우식) : KP그룹 팀장
- 김승한(김훈)
- 윤종훈(최용준)
- 민정섭 (김철규)
- 정재형(허민수)
- 박대규, 신현수)
- 이로운(놀이터의 아이)
- 배준성(회장대행 김봉두)
- 이강욱(김팔봉 / 가짜 김민수)
- 이세영(장미)
- 정현석(형사)
- 송경의(박태호 담당의사)
- 박용, 인성호, 이규섭, 김소라, 정강희
- 김대국(형사)
- 정종우

### 특별 출연
- 이시원(오영채) : 현태 전처, 진숙 딸, 훈이 생모

## 수상 및 후보
| 연도 | 시상식       | 부문                             | 수상자 | 결과 |
| ---- | ------------ | -------------------------------- | ------ | ---- |
| 2016 | SBS 연기대상 | 장편드라마 부문 남자 특별연기상  | 서하준 | 후보 |
| 2016 | SBS 연기대상 | 장편드라마 부문 남자 특별연기상  | 장승조 | 후보 |
| 2016 | SBS 연기대상 | 장편 드라마 부문 여자 특별연기상 | 양진성 | 후보 |
| 2016 | SBS 연기대상 | 뉴스타상                         | 양진성 | 수상 |